# Submarins del tipus XXI
Els submarins del tipus XXI van ser una sèrie de submarins construïts per l'Alemanya nazi durant l'últim període de la Segona Guerra Mundial, de disseny summament avançat per a l'època. Tot i això, a causa de la seva tardana entrada en servei, no van poder exercir un paper significatiu en les operacions de la batalla de l'Atlàntic. El seu disseny revolucionari va marcar la pauta per als submarins de la següent generació construïts en la postguerra.

## Marc històric
L'esclat de la Segona Guerra Mundial, l'1 de setembre del 1939, va sorprendre plenament a les forces submarines del III Reich, que amb prou feines estaven llestes per entrar en acció. Adolf Hitler havia afirmat que almenys fins a l'any 1944 no necessitaria el suport de les forces armades per aconseguir els seus objectius polítics, i aquesta confiança en les seves paraules havia retardat de forma ostensible el rearmament naval (Pla-Z), que preveia la construcció d'una enorme armada dissuasiva, i incloïa 233 submergibles tant costaners com oceànics.
Tot i això, quan es van iniciar les hostilitats el setembre del 1939, Alemanya comptava amb una flota submarina molt modesta, composta per 63 submergibles (2 unitats del tipus I-A, 18 del tipus II-B, 6 del tipus II-A, 8 del tipus II-C, 10 del VII-A, 11 del VII-B i 8 del tipus IX-A), dels quals amb prou feines 46 estaven disponibles per entrar en combat, i d'aquests, només 22 eren del tipus oceànic, imprescindibles per a operacions en alta mar.

## Primeres operacions submarines

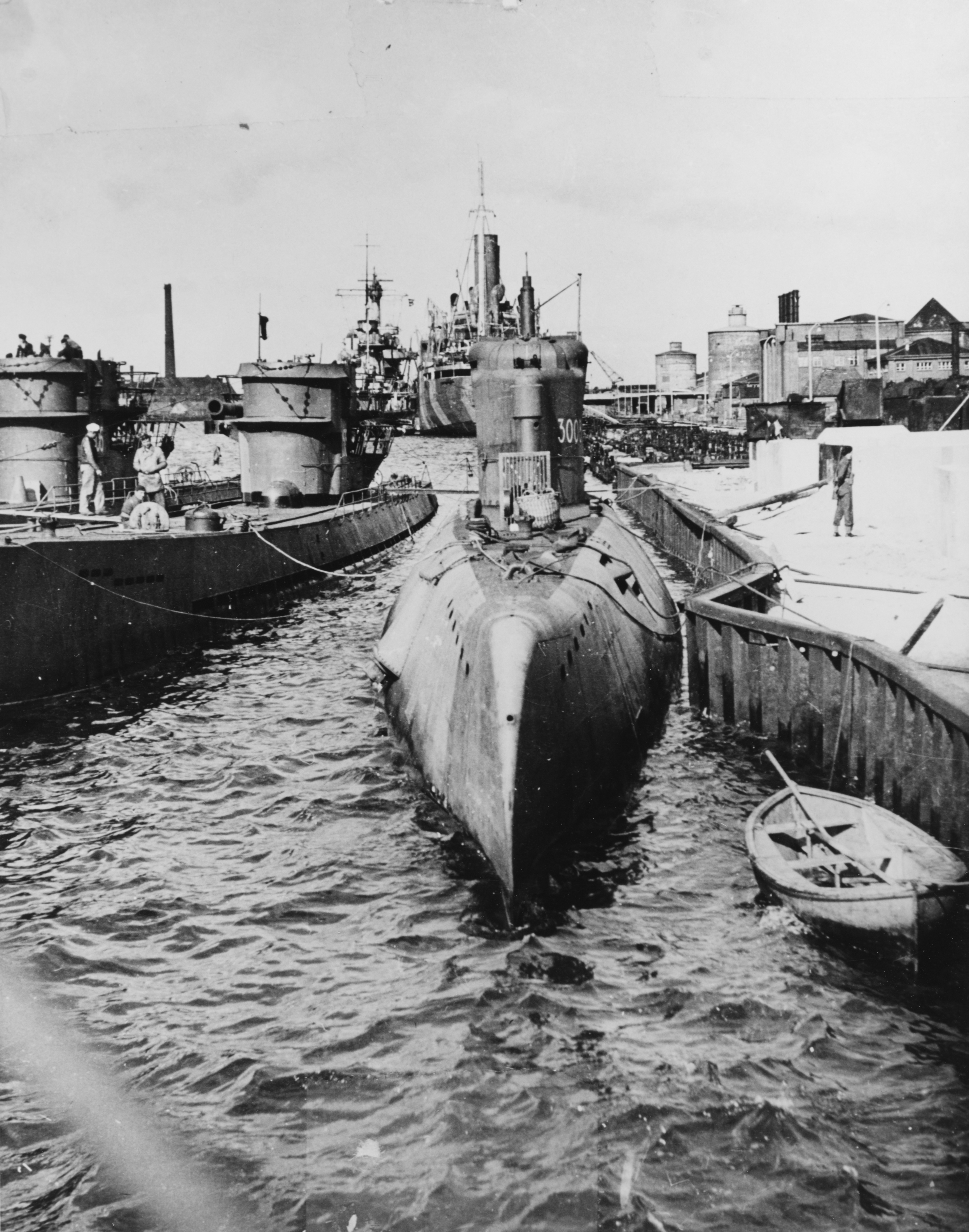
L'U-3008 a Wilhelmshaven, al final de la guerra

Amb aquestes poques unitats, amb prou feines 15.000 t de submergibles, el comandament submarí havia d'enfrontar-se al Regne Unit, la major potència naval d'aleshores. Les primeres escaramusses van començar de forma immediata, i el vaixell britànic Athenia, amb 13.581 t de registre brut, va ser el primer vaixell aliat enfonsat. El comandant Lemp de l’U-30, va ordenar l'atac i enfonsar-lo tan bon punt estava a l'abast dels seus torpedes el 3 de setembre, és a dir, el mateix dia en què es van obrir les hostilitats. Aquell seria el primer dels més de 2.800 vaixells enfonsats per la Kriegsmarine durant la Segona Guerra Mundial, amb més de 14,5 milions de tones.
Els primers mesos de guerra, i els últims del 1939, van finalitzar amb un total de 114 vaixells aliats enfonsats (entre ells, el portaavions anglès HMS Courageous i el cuirassat HMS Royal Oak, per l'U-29 de Schuhardt i l'U-47 de Günther Prien, respectivament) i amb la pèrdua de 9 submarins alemanys.
Els deu capitans alemanys més destacats de la guerra submarina
- Otto Kretschmer va enfonsar 44 vaixells amb 266.629 t.

- Wofgang Lüth va enfonsar 43 vaixells amb 225.712 t.

- Erich Topp va enfonsar 34 vaixells amb 193.684 t.

- Karl Friedrich Merten va enfonsar 29 vaixells amb 186.064 t.

- Victor Schütze va enfonsar 34 vaixells amb 171.164 t.

- Herbert Schultze va enfonsar 26 vaixells amb 171.122 t.

- Georg Lassen va enfonsar 28 vaixells amb 167.601 t.

- Heinrich Lehmann-Willenbrock va enfonsar 22 vaixells amb 166.596 t.

- Heinrich Liebe va enfonsar 30 vaixells amb 162.333 t.

- Günther Prien va enfonsar 28 vaixells amb 160.939 t.

Durant els mesos següents, la guerra marina va continuar de forma progressiva i cada vegada més despietada, amb el resultat de nous enfonsaments i fràgils intents aliats de desmembrar el sistema operatiu germànic, sense aconseguir-ho. Els anys 1940 i 1941 van ser favorables per a l'armada submarina alemanya que va ser capaç de destruir a 471 i 432 vaixells aliats, respectivament (entre ells, l'anglès Empress of Britain de 42.384 trb, enfonsat per l'U-32 de Jenisch, i el creuer Dunedin, de 4.850 tn, per l'U-124 de Mohr), tenint per la seva banda la pèrdua de 22 i 35 unitats (l'U-1, del tipus II-A i primer submergible construït després de la Primera Guerra Mundial, va ser enfonsat el 15 d'abril del 1940 pel també submergible anglès Porpoise, enfonsament en el qual va morir el seu comandant, el capità de corbeta Deecke).
El 1940 es va iniciar la batalla de l'Atlàntic en la qual serien cèlebres els capitans Endras (U-46), Kretschmer (U-99), Prien (U-47), Schepke (U-100) i Frauenheim (U-101). Aquest any Hitler va aixecar totes les restriccions en la construcció de nous submergibles.
Si l'any 1941 es va caracteritzar per superar per segon any consecutiu els 2 milions de tones enfonsades, també va suposar un dur cop per a l'armada submarina alemanya, que va veure com els seus millors comandants, que havien triomfat en la lluita de l'Atlàntic, desapareixien en ser destruïts els seus submarins.
Aquestes pèrdues eren degudes a la millora dels mitjans de detecció i destrucció dels Aliats, així com a l'ajuda que els Estats Units d'Amèrica prestava de forma oberta al Regne Unit, violant així la Llei de Neutralitat (així i tot, van ser enfonsats en el Mediterrani el portaavions britànic HMS Ark Royal i el cuirassat de la mateixa nacionalitat HMS Barham, per Guggenberger de l'U-81 i Tiesenhausen de l'U-331, respectivament).
El tonatge enfonsat durant l'any 1942 va arribar als 6 milions de t (més de 1.110 vaixells) i va costar a les forces submarines alemanyes la pèrdua de 87 unitats amb prop de 4.000 tripulants.
Durant l'any 1943, la xifra de pèrdues de submergibles va arribar a nivells inacceptables per al comandament (amb 237 submarins perduts); especialment si tenim en compte que només hi havia 283 unitats en servei. Aquestes baixes, insubstituïbles sobretot per la capacitat i experiència de les seves tripulacions, van ser degudes a l'increment de les forces antisubmarines aliades i a la millora dels seus mitjans de detecció de naus.
També va tenir influència en el desenvolupament del conflicte, el trencament del sistema de comunicacions alemany basat en la xifradora Màquina Enigma, que va permetre als aliats conèixer per endavant les posicions i els futurs moviments dels submergibles alemanys, obtingut gràcies a la captura de diverses màquines i codis en submergibles rendits ("U-33" el 12 de febrer del 1940, "U-110" al maig del 1941, "U-559" el 30 d'octubre del 1942, així com algun altre vaixell menor de superfície).
Així i tot, els llops grisos de l'almirall Karl Dönitz van enfonsar 488 vaixells, amb més de 2,5 milions de tones de registre brut.
Durant la primavera del 1945, la Segona Guerra Mundial s'apropa a la seva fi. Els alemanys han tingut ocasió d'emprar noves armes, però la seva situació militar general és summament precària, perquè aquelles armes puguin decidir per si soles. Malgrat la situació general, el mariscal Montgomery pretenia aconseguir, al més aviat possible, els ports i drassanes navals alemanyes. El Regne Unit s'havia informat, per diversos mitjans, de la gran activitat d'aquestes drassanes: eren submarins el que es construïen, però no els antics submergibles que havien causat greus danys a la navegació aliada entre el 1941 i el 1942, i que a partir de maig de 1943, localitzats gràcies al radar, havien deixat de ser caçadors per convertir-se en preses.

## Antecedents
A finals de novembre del 1942, l'Estat Major General de la Marina envia a tres enginyers a París a entrevistar-se amb l'almirall Karl Dönitz. Durant aquella entrevista, Dönitz els explica la situació de l'armada submarina:
| «                      | Heus aquí la nostra llista de pèrdues. Aquestes han passat de 24 vaixells el 1940 a 33 el 1941. Durant el primer semestre del 1942, aquestes xifres s'han mantingut entre límits molt acceptables si es considera el constant augment dels submarins emprats en les operacions. Però observin com, a partir de llavors, la corba ascendeix ràpidament. Juliol del 1942, 9 submarins perduts; agost, 12; setembre, 9; octubre, 14. A aquest últim nombre s'havia arribat al novembre, encara faltant dies per acabar el mes. El 80% d'aquestes pèrdues es produeixen en la superfície. Els nostres vaixells, senyors, no són veritables submarins: això ho saben molt bé tant vostès com jo. I cal que arribin a ser-ho. No puc esperar a la finalització de la turbina Walther. | » |
| — Karl Dönitz, #GGC11C | |   |

Els enginyers informen en Dönitz que estan treballant en una nova nau molt més gran, dotada de bateries més potents i un buc amb hidrodinàmica millorada, proporcionant prestacions notablement millorades en immersió, a costa d'empitjorar les prestacions en superfície.
El maig del 1943, quan l'almirall Dönitz convoca a Berlín els alts comandaments de la Marina i tècnics, a fi de posar-los al corrent de la terrible eficàcia de la defensa antisubmarina dels aliats, els fa entendre que el Metox malgrat la seva potencial eficàcia, no retornaria als U-Boot el seu decisiu valor, ja que el radar aliat no només els avisava de la presència dels U-Boot, sinó que a més els donava la ubicació precisa i distàncies, de manera que podien dirigir-se cap a ells amb precisió, sorprendre'ls i destruir-los.
Esbrinat el secret del radar, descoberta la longitud d'ona en què operava i el seu funcionament, aquesta informació va proporcionar als submarins la possibilitat de saber quan havien estat detectats i els donava la possibilitat de salvar-se de la sorpresa, buscant les profunditats de l'oceà. Però el fet de submergir-se els llevava gairebé tot el seu valor ofensiu, ja que en immersió, eren lents, cecs i maldestres en els seus moviments. En teoria, els seus motors podien proporcionar una velocitat de 7 nusos, però només durant una hora, i després la bateria es quedava totalment descarregada. No hi havia cap comandant de nau que s'atrevís a sostenir aquesta velocitat durant més de 40 minuts. El normal és que navegués a 2, 3 o com a màxim 4 nusos, la qual cosa li treia la possibilitat d'aconseguir una posició de llançament favorable. En un comboi, malgrat que les normes dictaven que havien de navegar a la seva velocitat més lenta, aquesta mai va baixar dels 7 a 10 nusos. La realitat de les coses és que els U-Boote eren armes que havien d'atacar en superfície i submergir-se només ocasionalment. La defensa antisubmarina aliada era tan efectiva, que ara la immersió dels U-Boote no era ja ocasional, sinó gairebé permanent i per tant, eren eliminats gairebé per complet de la superfície.
Ni Dönitz ni el seu Estat Major se sorprenen quan al maig del 1943 són destruïts 43 submarins. També saben que a l'esforç de posar en combat naus més efectives correspon una contrapart aliada de perfeccionar els seus sistemes d'alerta i destrucció, per allunyar el perill. Quan al juny del 1943 li són presentats els plànols, Dönitz informa que la guerra submarina està paralitzada. La defensa de l'enemic la supera. La construcció del nou submarí, denominat elektrU-boote o Tipus XXI, és urgent. El nou tipus d'impulsió elèctrica, ha d'aconseguir en immersió la increïble velocitat de 17 nusos. Però encara està en plànols: no hi ha cap ordre de desenvolupar-los. Si es dona l'ordre, els enginyers estimen que els primers vaixells podran entrar en servei a finals del 1944. Malgrat que Dönitz ho té tot en contra, es veu obligat a mantenir els seus submarins en alta mar, ja que això distreu gran quantitat d'avions dels aliats que, d'estar lliures s'utilitzarien en l'ofensiva aèria contra Alemanya.
Però ningú espera l'entrada en servei dels submarins del "Tipus XXI" de braços plegats; i fins i tot, es va introduir un dispositiu descobert en alguns submergibles holandesos, que permetia navegar amb els dièsel en immersió, anomenat snorkel. Aquest aparell els permet carregar les seves bateries sense sortir a la superfície, però no acaba amb el major defecte dels submarins en immersió: la seva escassa velocitat.

## Característiques
Encara que els dissenys VII i IX havien demostrat estar superats, finalment es va decidir continuar amb la fabricació del tipus VII, per evitar el buit que deixaven les pèrdues causades pels aliats, alhora que es començava la construcció del nou submarí.
Com el temps constrenyia, es va utilitzar el projecte del tipus XVIII, en principi destinat a ser propulsat per un motor de cicle tancat tipus Walter, si bé emprant l'enorme dipòsit inferior destinat al combustible Ingolín, per situar en el mateix una enorme quantitat de bateries capaces de moure a una alta velocitat sota l'aigua al submarí.
El resultat d'aquesta transformació es va plasmar en el nou tipus XXI. Es tractava d'un submarí del tipus mitjà, tant pel seu desplaçament com per les seves dimensions, dissenyat per l'enginyer Heep (creador al costat del seu equip del tipus XVIII) i pel cap de construccions navals del departament KIIU de l'O.K.M, enginyer Heinrich Oelfken.
El nou disseny tenia una eslora total de 76,70 m (9 m més llarg que l'antic tipus VII-C, cavall de batalla de l'arma submarina i d'una grandària similar al tipus IX-A), 5,60 metres de mànega, 7,70 m des de la coberta fins a la quilla i un calat de 6,86 m.
Sobre la coberta s'alçava una torreta de forma hidrodinàmica de 3,644 m d'altura, 2,4 d'amplària i 14,7 m de longitud que servia de suport i de proa a popa als següents elements: torreta antiaèria de proa, hidròfon horitzontal GHG, dipol VHF FUMO 65 o radar aeri extensible, cèrcol localitzador aeri o FPR (d'1,3 m d'altura i 8 dm de diàmetre), periscopi de navegació (de 6,58 m de longitud estès), periscopi d'atac, radar aeri "Hohentwiel O", snorkel (de 6,5 m de longitud estès), aquest últim recobert de matèria absorbent d'ones de radar i amb el detector aeri FuMB "Bali" situat sobre el mateix, i torreta antiaèria de popa. La disposició sobre la vela podia variar a mesura que s'anaven reformant els plànols a causa de la introducció de millores en els nous tipus de sensors.
El submarí posseïa en la seva proa dos hidroplans estabilitzadors retractables de 3,205 m de longitud i 1,2 d'amplària capaç de girar fins a 30º a dalt i a baix facilitant la immersió i emersió del buc, i en la seva popa altres dos estabilitzadors fixos en forma de fletxa de 5 m de longitud màxima i 3,2 m d'amplària.
En dites estabilitzadores de popa eren a les dues hèlixs de tres pales, 2,15 m de diàmetre, 850 kg de pes i els eixos del qual estaven inclinats 3º 12´ cap a les bandes, girant la de babord cap a l'esquerra i la d'estribord cap a la dreta. Enfront de cada hèlix se situava un timó de profunditat d'1,497 m d'amplària i 2 m de longitud capaç de girar 30º en cada sentit. El disseny disposava d'un únic timó de 2,6 m d'altura i 3,1 de longitud amb capacitat de girar fins a 35º a babord i estribord (en unes proves efectuades en immersió amb una de les hèlixs detingudes, i el timó a 25º, es va aconseguir fer girar el submarí en només 365 m, si bé el normal era entre 420 i 450 m amb ambdues hèlixs, i entre 0,8–1 km en superfície).
La primera innovació que posseïa el submarí tipus XXI en relació amb els anteriors dissenys de submergibles, era la supressió del canó de coberta (el principal mitjà d'atac d'un submarí ha d'estar sota el mar, no sobre ell, havien dit els seus constructors), millorant la línia hidrodinàmica i guanyant amb això reducció del soroll que generaven i, per tant, augmentant la seva discreció i dificultant la localització per part dels vaixells enemics de superfície.
Suprimint protuberàncies innecessàries s'obtindria una millora del perfil, i amb això seria possible incrementar la velocitat per poder avantatjar a les unitats d'escorta de superfície, amb el que el nou submarí deixaria de ser el vell caçador passiu i passaria a convertir-se en un nou i agressiu depredador de vaixells.

## Armament
L'armament ofensiu ho formaven sis tubs llançatorpedes de 533 mm, tots a proa, l'eix dels quals estava inclinat cap avall aproximadament 2º en relació amb l'eix longitudinal de l'embarcació. Els tubs, tres a babord i tres a estribord, estaven separats 1,25 m entre centres, sent la distància entre centres dels tubs superposats de 975 mm.
Els dissenyadors havien perfeccionat el sistema de recàrrega de torpedes situant les anguiles de respecte suspeses enfront dels tubs, emprant així mateix un revolucionari sistema hidràulic, que permetia la recàrrega total en la meitat del temps necessari per recarregar només un dels torpedes dels models tradicionals, sent capaç de posar a l'aigua fins a 18 torpedes en el temps rècord de 30 min.
La dotació normal era de 23 torpedes (17 estibats enfront dels tubs i 6 situats a l'interior llestos per ser llançats) dels nous tipus G7i, en les seves dues versions, Geier (voltor) de localització acústica, i Lerche (alosa) -filodirigit- que podien ser substituïts per mines, portant així una càrrega de 17 torpedes i 12 mines.
Com a únic armament defensiu se'ls va pensar dotar de 4 canons antiaeris de 30 mm Flak 103/38 i 3.540 trets com a dotació per canya (encara que a causa de la tardança a manufacturar el tipus previst li van ser instal·lats 4 canons bessons de 20 mm, normalitzats a l'exèrcit alemany, amb una cadència de tir màxim de 480 trets/min -220 en tir continuat- i una dotació de 16.000 cartutxos en total, situats en sengles contenidors hermètics localitzats sota cada torreta), instal·lats en dues torres hidrodinàmiques (de 3,6 t de pes cadascuna) i muntatges dobles LM44O, situades a proa i popa de la vela, separades 8 m entre si, i la funció de les quals seria d'autodefensa enfront del seu primordial enemic, l'avió caça submarins.
Per garantir la màxima cobertura, els canons podien girar 240º, 120º a cada costat, amb un angle d'elevació des de -5º fins a +45° d'altura, amb una relació de 30 a 60º per segon en elevació i de només 30º/1" en gir, i amb un abast màxim de 4,9 km -en tir de 45°-, i de 3,7 km en tir antiaeri -a 85º.
A més, cada submarí portava com a dotació de seguretat un subfusell MP 40 de 9 mm de calibre amb 1.400 cartutxos i 10 pistoles Mauser de calibre 7,65 mm amb 650 cartutxos en total.
Per lluitar contra atacs procedents des de l'aire, a part de la instal·lació d'armament antiaeri, s'havia millorat la rapidesa d'immersió des de la cota zero, sent el temps de resposta de l'ordre de tan sols 18-20 segons (el rècord estava en 13 s), gairebé la meitat que els tipus tradicionals, amb la qual cosa es garantia la ràpida desaparició de la superfície.
El buc resistent, fabricat en acer naval St52 (compost per 1,6% de manganès i 0,16% de carboni) va ser millorat en relació amb tipus anteriors permetent aconseguir amb seguretat una major cota de profunditat, de l'ordre de 220 m, encara que s'estima en 330 m la profunditat de fractura, desconeixent-se amb exactitud la veritable profunditat que podia arribar a aconseguir (com a simple curiositat s'ha de dir que el rellotge profundímetre de l'"U-3001", per exemple, tenia una escala graduada fins als 400 m).
El gruix del buc depenia de la zona a protegir, aconseguint els 40 mm a la torreta, de 26 a 18 a la part superior de la zona de control i allotjaments de proa i popa, entre 12 i 18 a la zona de bateries de proa, 16 mm a les mampares internes, 40 a la quilla o 50 a la zona de tancament dels torpedes. Un veritable búnquer si ho comparem amb els entre 4 i 8 mm del folre exterior que donava forma a les línies del submarí.
La longitud total d'aquest buc resistent era de 58,9 m, 17,80 m menys que l'eslora total del vaixell. A la zona VI (allotjament davanter i zona de bateries), la secció era similar a un 8, és a dir dos cercles superposats, el superior amb un diàmetre de 5,3 m contenint els allotjaments de proa i l'inferior de 3,536 m on se situaven les bateries.
A la torreta, el buc resistent era de forma el·líptica, tenint una altura de 2,35 m, una longitud màxima de 3,54 m i una amplada de 2,16 m, sent els radis del mateix de 800 mm en la popa i 740 en la proa, i amb un volum interior de 10 m³.
Exteriorment, la torreta estava folrada amb metall més lleuger destinat a donar-li forma hidrodinàmica i contenir els diferents dispositius d'escolta i visió.
El submarí estava dividit interiorment en vuit seccions, denominades de proa a popa: sala de torpedes, allotjaments de proa, sala de control, cuina i magatzem, allotjament de popa, cambra de motors tèrmics, cambra de motors elèctrics i cambra de màquines de popa.
- Sala de torpedes, amb 168 m³, on s'estibaven els 17 torpedes de reserva, col·locats 8 a esquerra i 8 a dreta del passadís central de només 6 dm d'amplària, en tres nivells (des de sota a dalt 2, 3, 3 i un altre en la part baixa del passadís) així com els 6 tubs llançadors.

- Allotjament de proa; amb 215 m³, on se situaven l'armari amb les cartes de marees, allotjaments de la dotació amb 12 lliteres, cambra de bany i condícia amb 2 latrines i 3 lavabos, cambra de suboficials amb 5 lliteres, cambra del cap d'enginyers amb 1 llitera, cambra de radi, allotjament del comandant amb una llitera i cambra d'escolta. Sota aquest hi havia els compartiments de bateries.

- Sala de control; on se situava l'escotilla d'accés a la torreta, i els principals elements de control de la nau. Des d'aquí s'accedia a la part de sota, on estava la vàlvula del schnorkel, i cap amunt per una escotilla de 744 mm de diàmetre s'arribava a la vela. La zona superior contenia els periscopis d'atac i navegació, així com el sistema de càlcul de torpedes, i sobre el buc resistent hi havia el pont exterior, amb l'UZO o prismàtics amb el sistema transmissor òptic de rumbs per al llançament de torpedes en superfície.

- Cuina i magatzem; amb els fogons, aigüeres i nevera. Des d'allí s'accedia per una escotilla a l'exterior, per babord de la vela, i cap avall als magatzems de provisions.

- Allotjament de popa; amb 24 lliteres (4 de 3 pisos i 6 de 2 pisos) i taquilles de la dotació.
- Sala de motors tèrmics; de 107 m³, on se situaven els dos motors dièsel MAN, les transmissions, els embragaments, compressors d'aire Junkers 4FK 115, instal·lacions de purificació d'aire, motors auxiliars, condensadors, compressors, etc.

- Sala de motors elèctrics; de 90 m³, allí es localitzaven els dos motors elèctrics GU 365/30 "Hertha" (1.510/1.840 kW; 1.570/1.680 rpm; 330/502 V; 4.500/5.500 A), el motor silenciós i la transmissió d'aquest, el refrigerador de la bomba d'aigua, transformador de corrent, i elements de control dels motors.

- Cambra de màquines de popa; de 23 m³, contenint el pantoque de la bomba núm. 1, una latrina, un torn per elaborar peces en alta mar, control d'emergència de les hèlixs i diversos cilindres d'oxigen.

Posseïa així mateix 4 escotilles d'accés des de l'exterior al buc resistent; una situada a la cambra de motors elèctrics, una altra sobre la cuina, una tercera a la sala de control que permetia l'accés a la torreta, on existia una altra escotilla que conduïa al pont exterior, i una quarta inclinada a la sala de torpedes, que facilitava la introducció dels mateixos en el submarí.
El sistema de propulsió era mixt: per al seu desplaçament en superfície empraria els 2 motors tèrmics MAN M6V 40/46 KBB de 2.000 cv i 6 cilindres i per navegar sota el mar utilitzaria els seus 2 motors elèctrics AEG 365/30 de 2.500 cv. Els motors tèrmics podien funcionar sota l'aigua gràcies al sistema schnorkel, que li proporcionava aire mitjançant un sistema de vàlvula de bola. Aquest dispositiu que podia estendre's 6 m per sobre de la vela, i disposava de dos tubs, separats els seus centres 625 mm; un de 318 mm de diàmetre pel qual aspirava aire, i un altre de 267 mm pel qual s'expulsava el gas de la combustió, sortint el mateix sota l'aigua, per una obertura situada a 84 cm per sota del nivell de la superfície. Emprant aquest sistema podia navegar un màxim de 10.300 milles a 8 nusos de velocitat o bé 15.100 milles a velocitat econòmica de 6 nusos.
Posseïa també altres 2 motors elèctrics SSW 323/28 de 113 CV, que eren utilitzats en navegació silenciosa a 5 nusos per evitar el risc de ser detectat. Un sistema de comunicacions revolucionari, mitjançant l'emissió de missatges a molt alta velocitat i breu durada, li permetia utilitzant l'ocupació d'ones llargues, tenir un contacte ininterromput amb la seva base des d'una profunditat de 20 m. Tan nombrós desplegament elèctric necessitava una bona reserva de bateries, les quals estaven situades en la part inferior del buc resistent i a tot el llarg d'aquest.
Utilitzant els motors silenciosos SSW podia navegar submergit 256 milles a una velocitat reduïda de 6 nusos, 333 milles a 5 nusos o aconseguir les 487 milles a tan sols 3 nusos.
El sistema de punteria estava dirigit per un eficaç dispositiu d'escolta (situat en una càmera acústica localitzada en la part inferior de la proa, denominada balconada gerät) amb un abast de 40 milles, que funcionava emetent impulsos brevíssims -mil·lèsimes de segon- que dificultaven la localització per part de l'adversari i eren capaços de situar el blanc amb errors amb prou feines 50 m en l'abast i de l'ordre d'un grau en la demora.
Amb tan complexos elements, i mitjançant marcacions successives, era possible localitzar als vaixells enemics, precisar el seu rumb, situar-se en posició de llançament gràcies a la seva elevada velocitat en immersió i efectuar el tret des d'una profunditat de 50 m, mentre seguien funcionant els hidròfons i altres aparells localitzadors.
Si es decidia efectuar l'atac en superfície, es comptava amb un aparell receptor d'ones ultracurtes de 9 cm, el FuMB Ant 3 "Bali", que avisava si el submarí rebia un feix d'ones de radar enemic i que estava situat en el cap del tub schnorkel (que al seu torn estava recobert d'una capa de cautxú sintètic que el protegia de la influència del fes reduint la reflexió en un 30 per cent). Aquest detector era de forma circular, amb un diàmetre de 25 cm i una petita antena de 30 cm de longitud en un dels seus costats.
Posseïa així mateix, un altre detector radar aeri denominat FUMO 65 "Honentwiel", de forma rectangular, d'1,4 m de llarg per 1 m d'alt, que contenia en un dels seus laterals l'emissor i el receptor, i que s'estenia fora del suport de la vela quan el submarí estava en superfície, i que presentava els blancs en una pantalla circular similar als actuals equips.
Una altra de les millores aplicades consistia en la instal·lació d'un sistema d'aire condicionat i de manteniment en fred de les provisions, la qual cosa millorava el nivell de confort de la dotació, o la inclusió de 3 serveis per a tota la dotació, 2 a la part anterior de la nau i un tercer a popa. Pensant en la seguretat passiva de la tripulació, s'havien instal·lat 5 contenidors hermètics destinats als bots salvavides inflables, situats 2 a popa, 2 a la vela (a proa i a popa) i un cinquè a coberta, sobre els tubs llançatorpedes.
La tripulació la componien 58 homes, composta per 6 offiziere (Kmdt, 2 W.O, W.I. i Bordartz), 4 Oberfeldwebel (Dièsel, I-Maschinist, Obersteuermann i Funkmeister), 1 Feldwebel (Bootsmann), 14 Unteroffiziere (2 seem., 8 techn., 2 funktechn. i 2 torpedotechn.) i 33 Mannschaftsdienstgrade (12 seem., 16 techn., 3 funktech. i 2 torpedotech.).

## Desenvolupament
Per fer realitat aquest projecte es va acudir al Departament de Construccions de l'Alt Comandament de la Kriegsmarine, els terminis de la qual d'execució i construcció -les 2 primeres unitats estarien llestes per ser lliurades a la fi de 1944, la producció en cadena per 1945 i l'arribada al capdavant per no abans de 1946- no van acabar de convèncer el comandament, que va lliurar el projecte al Ministeri d'Armaments d'Albert Speer.
Otto Merker, director del Departament General de Construccions de Speer (que ja havia treballat en la fabricació de camions de bombers fabricats en seccions) va suggerir la idea d'oblidar el tradicional sistema de botadura a peu de drassana, substituint-ho per una nova forma de construcció, que consistia a repartir les tasques d'elaboració per branques concretes i en llocs diferents.
El nou mètode permetia construir un submarí en seccions separades i soldades exteriorment per facilitar l'estesa interior de cables i canonades, a més en cas d'atac, qualsevol secció podia ser fàcilment substituïda per una altra, estant el submarí inoperatiu un mínim de temps.
Igual que un gran trencaclosques, el submarí seria fabricat en vuit seccions denominades de popa a proa de la I a la VIII, a la qual s'unia una altra més que contenia la torreta. Aquestes eren:
- Secció I o compartiment de popa; de 12,70 m de longitud, 79 t de pes total, de les quals 55 corresponien a l'estructura, 6 a la maquinària auxiliar i 18 a la maquinària. El volum total era de 33 m³ i de 23 el net.

-  Secció II o de motors elèctrics; de 10 m de longitud, 130 t de pes total, de les quals 68 corresponien a l'estructura, 10 a la maquinària auxiliar i 52 a la maquinària. El volum total era de 124 m³ i de 90 el net.

- Secció III o de motors tèrmics; de 8,40 m de longitud, 169 t de pes total, de les quals 70 corresponien a l'estructura, 20 al llast, 8 a la maquinària auxiliar i de 71 a la maquinària incloent el pes dels motors tèrmics. El volum total era de 171 m³ i de 107 el net.

- Secció IV o allotjament de popa; de 5,20 m de longitud, 87 t de pes total, de les quals 56 corresponien a l'estructura, 12 al llast, 7 a la maquinària auxiliar i 12 a la maquinària sense explicar les bateries. El volum total de la zona d'allotjaments era de 65 m³ i de 63 nets, i el de les bateries de 97 i 63 respectivament.

- Secció V o control central i vés-la; de 7,6 m de longitud, 155 t de pes total, de les quals 104 corresponien a l'estructura, 12 a la torreta, 10 a la maquinària auxiliar i 29 a la maquinària. El volum total de la cambra de control era de 73 m³ i de 58 el net. El volum total de la zona de magatzems, maquinària auxiliar i refrigeració era de 65 m³ i de 49 nets. La torre disposava d'un volum total de 14 m³ i 10 nets.

- Secció VI o allotjament davanter; de 12 m de longitud, 172 t de pes total, de les quals 122 corresponien a l'estructura, 29 al llast, 8 a la maquinària auxiliar i 13 a la maquinària sense explicar les bateries. El volum total de la zona d'allotjaments era de 133 m³ i de 129 nets i el del compartiment de bateries de 201 m³ total i de 138 nets.

- Secció VII o cambra de torpedes de proa; de 6,8 m de longitud, 96 t de pes, de les quals 62 corresponien a l'estructura, 26 al llast, 7 a la maquinària auxiliar i 1 a la maquinària. El volum total de la cambra de torpedes era de 185 m³ i de 168 el net.

- Secció VIII o proa; de 14 m de longitud, 130 t de pes total, de les quals 57 corresponien a l'estructura, 26 als tubs llançatorpedes, 38 al llast, 7 a maquinària auxiliar i 2 a la maquinària.

Amb aquest revolucionari mètode es realitzava la construcció en unes 260.000-300.000 h de treball, amb el qual s'obtenia un doble avantatge: d'una banda es reduïa el termini de construcció i, per una altra, es dispersava la producció, evitant així que els bombardejos aeris enemics, cada vegada més nombrosos, detinguessin la cadena de producció (realment mai es van complir els terminis de construcció, així el "U-2501" es va estimar en 152.000 h i es va realitzar en 255.000, el "U-2507" es va estimar en 101.000 h i va necessitar 169.000 o el "U-2540" estimat en 65.000, va trigar 110.000 h, així i tot molt menys de les 215.000 del tipus VII-C (1943) i de les 450.000 de l'IX-D2 també de 1943).
Els càlculs més optimistes establien que podia construir-se un submarí en 176 dies, distribuint els mateixos de la següent forma:
- Elaboració de l'acer per a la construcció: 16 dies.
- Construcció de les seccions: 40 dies.
- Transport de les seccions a les drassanes: 5 dies.
- Equip de les seccions: 50 dies.
- Transport al lloc d'assemblatge: 4 dies.
- Assemblatge en les drassanes: 50 dies.
- Equipament final abans de la botadura: 6 dies.
- Assajos i proves finals: 5 dies.

- TOTAL= 176 dies.

Nombroses drassanes són destinats a la construcció del nou tipus de submarí. La construcció en sèrie donarà els seus fruits a partir d'agost i setembre de 1944. Són botats cada mes, primer 10, després 15 i finalment 20, no obstant això, els constants atacs aeris, retarden una mica el programa.

## Xifres de producció
A principis de l'any 1945, els aliats eren a les fronteres d'Alemanya, a l'est, al sud, a l'oest i es preparaven per llançar-se en el seu últim assalt. L'arma submarina s'ha vist obligada a replegar-se els ports alemanys, danesos i noruecs.
La península escandinava constitueix, per tant, l'única base de partida. Les escoles de submarins han d'abandonar, un darrere l'altre, els seus punts de suport: Pillau, Danzig i Gotenhafen.
A principis del 1945, la Kriegsmarine tenia en servei 119 submarins elèctrics del tipus XXI. 86 tripulacions havien culminat el seu entrenament preparatori abans de ser enviades al combat. Només el "U-2511" i el "U-3008" havien aconseguit fer-se a la mar. Existia a més, el tipus XXIII, que desplaçava solament 232 t i que va ser dissenyat per actuar exclusivament prop de les costes: 61 van entrar en servei abans de la fi de les hostilitats i solament 7 van realitzar creuers de guerra. Tots van tornar sense cap novetat; cinc d'ells havien llançat els seus torpedes amb èxit. Sumat als anteriors tipus, havien estat acabats vuit naus del tipus XVII de 280 t. Gràcies a l'ingolin (peròxid d'hidrogen), el seu nou combustible, que alimentava amb gasoil i vapor d'aigua la turbina denominada Walther, nom del seu inventor, aquest tipus aconseguia en immersió la velocitat, fins llavors absolutament increïble, de 25 nusos. Tots aquests enginys, però, arribaven massa tarda.
Si bé es coneixen les xifres de naus ordenades, és molt difícil saber les xifres exactes de producció, ja que gran quantitat de submarins va acabar en forma de seccions sobre les rampes d'assemblatges, en els magatzems, o van ser destruïts en els molls.
Es donen com a exactes les xifres següents: naus ordenades 752 (durant tota la guerra van ser construïts 680 submergibles del tipus VII en 5 versions -A, B, C, D i F- i 193 del model IX -versions A, B, C, D1 i D2-, amén d'altres 50 del tipus II, 8 del tipus X, 10 del XIV i 64 del XXIII); completats 119, 48 en les drassanes Blohm & Voss d'Hamburg ("U-2501" a "U-2546", "U-2548", "U-2551" i "U-2552"), 41 en Deschimag de Bremen ("U-3001" a "U-3041", "U-3044" a "U-3046") i 30 en els de Schichau de Danzing ("U-3501" a "U-3530").
Entre els mesos de juliol i desembre de 1944 es van produir 98 unitats i 83 més entre gener i març de 1945, de les quals només 12 van ser lliurades, sent tots destruïts per bombardejos aeris aliats (5 en Hamburg, 4 en Kiel, 1 en Bremen, 1 en Lübeck i 1 en Wilhelmshaven). Altres quatre unitats van quedar tan greument danyades que van haver de ser barrinades, 7 van ser enfonsades en el Bàltic per avions, 3 per col·lisions amb mines, 61 submarins van ser barrinats per evitar la seva captura (Operació Regenbogen "Arc de Sant Martí") i altres 11 es van rendir a les forces aliades.
Les constants reformes en els dissenys (corregint errors i introduint millores desenvolupades en les innombrables proves de mar), unit al llarg temps que es necessitava per instruir a les dotacions (dificultat pels bombardejos sistemàtics de mines aliades a les zones de proves) va fer que només dues unitats sortissin en missió de guerra. Es va tractar del "U-3008" del tinent de navili Helmuth Mansecks i del "U-2511", que va partir de Bergen (Noruega) el 30 d'abril de 1945 al comandament del capità de corbeta Adalbert Schnee i del tinent d'enginyers Suhren amb destinació al mar Carib.
Quan l'III Reich es va rendir, el nou disseny va atreure l'atenció i curiositat dels aliats, que aviat van iniciar el repartiment de les naus supervivents amb intencions d'estudiar els seus mecanismes i innovacions. Algunes unitats van ser reflotades i van servir algun temps sota banderes "enemigues" com a naus d'assaig. Així el "U-2540", barrinat en 1945 i recuperat després, va servir en la nova Armada de l'Alemanya de l'Oest rebatejat com "Wilhelm Bauer", i actualment convertit en museu flotant en Bremerhaven des de 1984.
El "U-3503" va ser estudiat per les forces de Suècia, i diverses unitats similars van ser lliurades a Gran Bretanya ("U-3017" rebatejat "N-41" i en servei fins a l'any 1949), França ("U-2518", rebatejat "Roland Morillot" i en servei fins a 1969), dos a l'Armada dels Estats Units ("U-2513" i "U-3008" i en servei fins a l'any 1954) o la Unió Soviètica, que va rebre quatre unitats, alguna de les quals van estar en servei fins a 1963 ("U-3515", "U-2529", "U-3035" i "U-3041" redenominats "B-27" a "B-30").
Durant 1945 i 1946, en la denominada "Operació Deadlight" un total de 119 submergibles i submarins dels rendits després de finalitzar la contesa, van ser enfonsats en pràctiques de tir i mitjançant explosions controlades en un punt denominat XX, a unes 100 milles al nord-oest d'Irlanda i sobre els 56°N-10°W (entre ells 4 del tipus II, 15 del tipus IX, 78 del tipus VII, 18 del tipus XXIII i 4 del tipus XXI -"U-2502", "U-2506", "U-2511" i "U-3514").
El tipus XXI va ser un disseny revolucionari, que va superar amb escreix les esperances posades en ell pels dissenyadors germans, i una arma que, si hagués arribat a temps, va poder haver canviat el curs de la guerra. Tal va ser el terror que va causar el nou disseny en els aliats, que els mateixos van exigir als soviètics, durant la Conferència de Ialta al febrer de 1945, que ocupés immediatament Danzig, ja que allí era on es produïa el 30% dels nous submarins alemanys (el mateix Churchill, en les seves memòries -part sisena, llibre segon, capítol XIII-, reconeixia que els nous submarins haurien revolucionat la guerra submarina en cas que haguessin arribat a temps).
Actualment, alguns dels dissenys de submarins (de la tercera generació) estan basats en el tipus XXI-A germà de 1944. Així els submarins exsoviètics de la classe "Victor", els nord-americans "Albacore" o "Nautilus", la classe francesa "Narval" o "Daphne", l'anglesa "Explorer" i fins i tot alguns elements de la "classe Galerna" espanyola disposen de tecnologia dissenyada fa més de 45 anys per enginyers alemanys.

## El creuer del "U-2511"
A finalitats d'abril de 1945, el U-2511 deixa anar els seus amarres en el port noruec de Bergen: per primera vegada un submarí del tipus XXI part per efectuar un creuer i atacar a l'enemic. Va al comandament del capità de corbeta Schnee i ostenta el comandament de navilis des de 1940; ha realitzat 17 creuers amb èxit i posseeix la Creu de Ferro palmejada, havent enfonsat 200.000 t de vaixells enemics i havia estat agregat al programa de noves construccions a principis de 1943, seguint tots els detalls de la construcció del tipus XXI. Quan el submarí ha arribat al límit de la zona perillosa en alta mar, ordena la immersió de la nau. Així submergit, es disposa a penetrar en l'Atlàntic.
L'endemà de deixar anar amarres, l'encarregat d'escolta del "U-2511" assenyala l'existència de rumors d'hèlixs. El comandant Schnee ordena immersió periscòpica. A la inspecció del periscopi detecta una formació de pesquers i arrossegadors armats, que els anglesos empren per a la caça de submarins en les proximitats de les seves costes. Gairebé en el mateix instant, li avisen al comandant que han estat localitzats.
Els anglesos han detectat al submarí amb els seus aparells ASDIC per a detecció sota l'aigua, utilitzats ja durant la Primera Guerra Mundial, tals aparells operen amb ones curtes audibles, en forma anàloga a la sonda per ressò, i revelen la presència dels submergibles, encara que sense posseir l'àmplia eficàcia del radar, facilitant resultats segurs només a petita distància. No obstant això, constitueixen, amb els hidròfons, l'únic mitjà de localització dels submarins en immersió.
El comandant comprova, en efecte, pel periscopi, que els arrossegadors es precipiten cap a ell a gran velocitat. No pretén ni amagar-se ni presentar batalla i efectua una profunda immersió: però no ho fa a cegues com amb els antics U-Boote: ara "veu": pot seguir totes les maniobres de l'adversari que és a la superfície. A més del seu periscopi i ull òptic, el "U-2511", posseeix un ull elèctric, el S-Gerät, que funciona amb la gamma d'ones ultracurtes. L'aparell a regulars intervals emet un sol "tic" que es propaga en l'aigua, el qual, una vegada que es reflecteix en el buc dels adversaris, torna traçant la imatge en la pantalla en una fracció de segon, indicant l'adreça i velocitat de les naus angleses. Aquestes indicacions són traslladades a una carta on s'inscriuen automàticament el rumb i velocitat del submarí. El "tic" següent part al cap d'un o dos minuts. El procés descrit torna a començar i n'hi ha prou amb unir els punts per obtenir un esbós molt precís del desenvolupament dels esdeveniments en la superfície.
El comandant del nou U-Boot té veritablement la situació davant els seus ulls. Ja no camina a les palpentes: regula la seva velocitat i rumb en funció del que fan els seus adversaris. Si s'apropen massa, es llancen a la velocitat de 8, 12 i fins a 16 nusos. Aviat els anglesos renuncien a endinsar-se en el mar, mentre que el "U-2511", descendeix tranquil·lament, gràcies a les seves formes hidrodinàmiques, fins a la profunditat de 40 m. Fins que sona la veu de l'escolta que anuncia: "ja no s'escolta gens".
Han passat quatre dies des d'aquesta primera trobada. Quatre dies en què el submarí no ha pujat una sola vegada a la superfície. L'operador de l'escolta anuncia novament soroll d'hèlixs. Com el S-Gerät no dona cap indicació, se suposa que l'adversari havia d'estar encara bastant lluny. La nau navega a 80 m de profunditat. El comandant ordena passar a la immersió periscòpica. Pel periscopi veu un grup de vaixells de guerra que s'apropa per l'amura de babord: es tracta d'un comboi antisubmarí format pels portaavions d'escorta Searcher, Queen i Trumpeter al que acompanyen el creuer britànic, HMS Norfolk (14.600 trb i 192 m d'eslora), el també creuer Diadem, escortat pels destructors Carysfort, Opportune, Savage, Scourge, Zambesi, Obedient i Orwell, dins de la denominada "Operació Judgement" al comandament del contraalmirall MCGrigor. Avancen a velocitat moderada. El "U-2511" està tan bé situat que ha de modificar lleugerament el seu rumb per passar a l'atac. El submarí ha tornat a descendir a 80 m. Ara navega amb el seu "ull elèctric", el S-Gerät. Són emesos quatre o cinc "tic", per no despertar sospites en l'adversari; aquells proporcionen una fidel representació de la ruta seguida pels anglesos. Gens indica que la presència del submarí hagi estat advertida.
El "U-2511" és molt prop de la formació i passa sota un destructor que escorta al creuer per estribord, sense que s'adonin d'això. Novament pugen a immersió periscòpica. El creuer desfila a molt curta distància. La formació naval anglesa, no els ha escoltat. En efecte, és impossible sentir al "U-2511". Les naus del tipus XXI posseeixen un motor especial que acciona l'eix de l'hèlix per un sistema d'embragament completament silenciós. Les hèlixs, d'altra banda, han estat dissenyades de tal forma que no originen cavitació en l'aigua, la qual cosa contribueix al fet que la navegació resulti inaudible. Aquesta forma de navegació, li proporciona una velocitat de 5 nusos. Si les circumstàncies ho exigeixen, és desembragat el motor silenciós i les hèlixs són accionades amb els motors elèctrics principals. El submarí pot llavors desenvolupar tota la seva potència: 17 nusos durant 1 h, 15 durant 4 h i 12 durant 10 h.
Malgrat estar perfectament situat per disparar els seus torpedes, el comandant Schnee no dona l'ordre. Això es deu al fet que ha rebut un telegrama, que diu: "Armistici entra en vigor a partir 5 de maig, vuit hores. Ordre de no atacar als submarins que es trobin en el març Interrompre immediatament creuer. Tornar als ports noruecs. Comandant superior dels submarins". El contacte amb la formació naval, ha tingut lloc el 7 de maig de 1945. La guerra ha acabat.

## Primeres investigacions angleses després de l'armistici
L'endemà, 8 de maig, el submarí emergeix: tot el creuer ho ha fet en immersió. Es dirigeixen a Bergen. Entrant a port, es troben amb els vaixells que integraven aquesta formació naval que van trobar el dia 7. Una comissió és enviada per interrogar a l'almirall Godt, cap de l'Estat Major de l'arma submarina, en Kiel. L'almirall Godt informa a la comissió que els submarins del tipus XXI no han estat utilitzats en el front.
Parteixen cap a Bergen i citen al comandant del "U-2511"; el capità de corbeta Schnee, es troba davant a presència d'un almirall i diversos oficials superiors de la Marina britànica. Els anglesos volen conèixer el comportament de la seva nau en alta mar, la forma com ha operat i si ha pres contacte amb naus angleses. Davant la resposta afirmativa de Schnee i la identificació dels vaixells anglesos amb els quals havia pres contacte, els anglesos sorpresos, li demanen proves. Un ordenança porta al creuer la bitàcola del "U-2511". Comparats amb la bitàcola del creuer, coincidien hores i posicions. No hi ha dubte, dos dies abans, coincideixen la data i hora on el comandant Schnee, declara haver pres contacte amb la formació naval anglesa.
A finals de maig del 1945, el capità de fragata Hessler, cap de la Secció d'Operacions en l'Estat Major de l'arma submarina, fou interrogat per un capità de navili anglès a bord del "Pàtria" en Flensburg-Mürwik.
Quan l'oficial anglès li pregunta: 
"Què esperaven vostès veritablement de les seves naus del tipus XXI"".
L'oficial alemany respon:
| «                                                                                   | La millor forma de contestar-li a vostè, comandant, consisteix a resumir les pròpies paraules del seu primer ministre. Hem tingut ocasió de llegir les declaracions fetes per ell, fa diversos dies, davant la Cambra dels comuns. Si no m'equivoco, va dir: actualment sabem que els alemanys estaven a punt de prosseguir la guerra submarina amb naus completament noves. Crec que, malgrat els nostres eficaços mitjans de defensa, ens hauríem tornat a trobar davant una lluita que en violència i pèrdues no hauria estat menor que la de l'any 1942. | » |
| — Declaració d'un comandant de submarins alemany a un oficial naval anglès, #GGC11C | |   |

L'oficial naval anglès replicà:
| «                                                                 | El senyor Churchill, al meu entendre, s'equivoca. La lluita del 1942 no hauria estat més que un joc de nens en comparació de la nova. | » |
| — Resposta de l'oficial anglès a l'oficial naval alemany, #GGC11C | |   |

L'aferrissada batalla, que durant cinc anys i mig va lliurar contra adversaris d'una superioritat aclaparadora, va fer experimentar a la Kriegsmarine terribles pèrdues. Els seus homes no van cessar de batre's fins al moment que el seu cap, l'almirall major Karl Dönitz, es va veure obligat a signar la capitulació.